# Září 2020

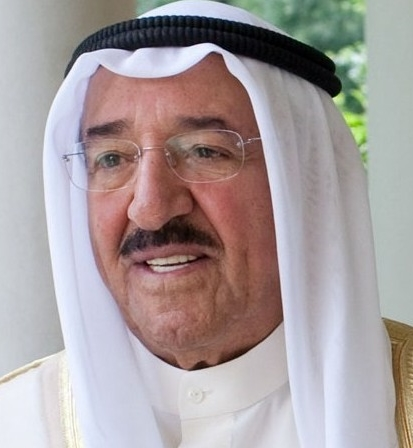
Sabah al-Ahmad as-Sabah

Toto je archivovaný článek z portálu Aktuality.
1. září – úterý
 Zimbabwská vláda oznámila, že bělošským farmářům navrátí půdu, která jim byla zabavena v letech 2000–2001 při reformách prezidenta Roberta Mugabeho. 
2. září – středa

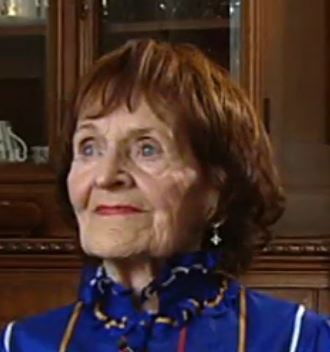
Jiřina Fikejzová

 Hlavní hygienička ČR Jarmila Rážová byla pozitivně testována na koronavirus SARS-CoV-2 a umístěna do domácí izolace. 
 Začal proces se skupinou 14 lidí souzených za útok na redakci časopisu Charlie Hebdo. 
 Ve věku 93 let zemřela textařka Jiřina Fikejzová (na obrázku). 
3. září – čtvrtek
 Specializovaný trestní soud v Pezinku nepravomocně osvobodil Mariana Kočnera obviněného z objednání vraždy novináře Jána Kuciaka. 
4. září – pátek
 Ve švýcarském kantonu Ticino byl otevřen 15,4 km dlouhý železniční tunel poblíž průsmyku Monte Ceneri, spojující města Bellinzona a Lugano. 
 V íránském Teheránu byla po 6,5 měsících přerušena expedice Tatra kolem světa 2. 
5. září – sobota

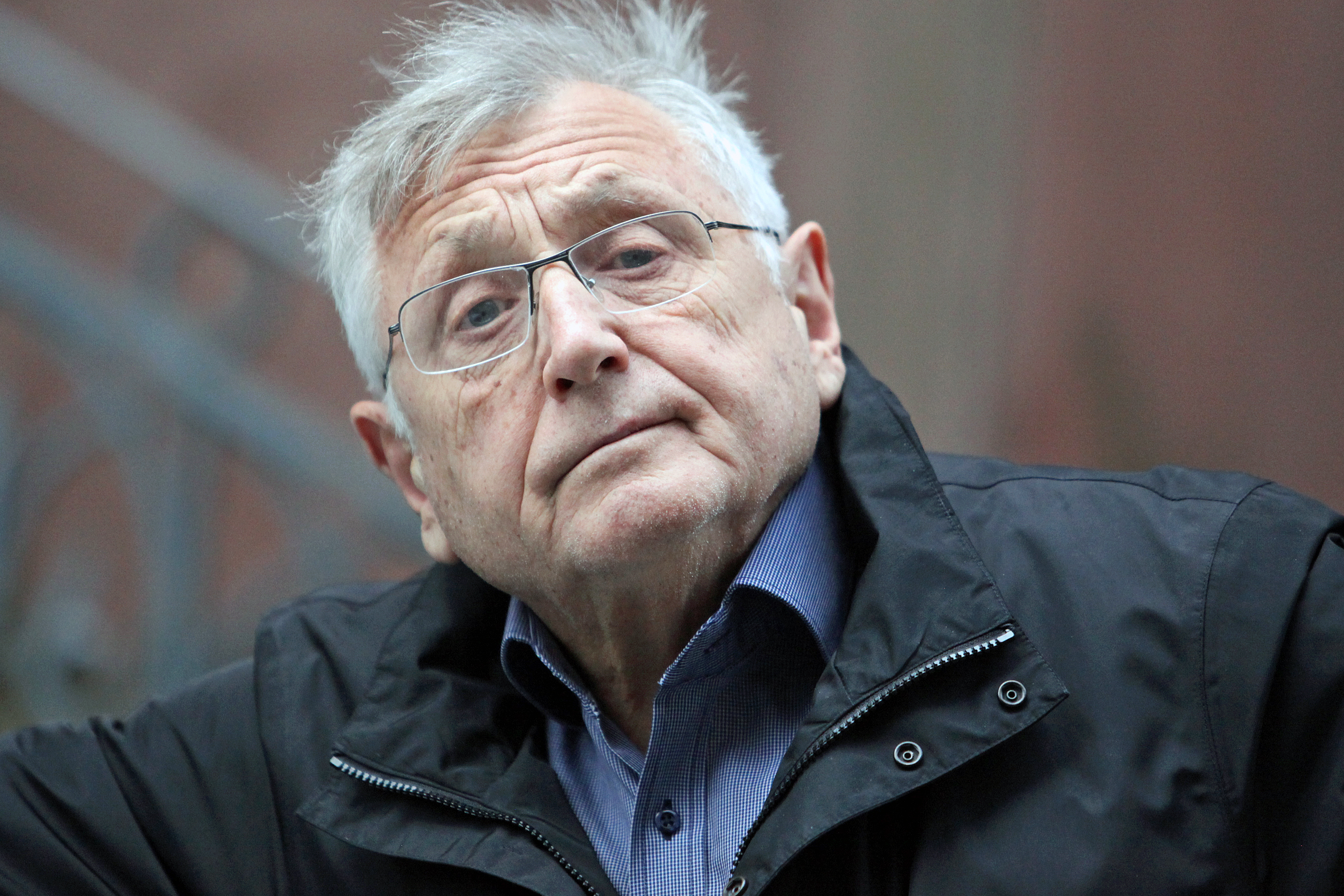
Jiří Menzel

 Ve věku 82 let zemřel Jiří Menzel (na obrázku), režisér, herec a spisovatel. 
6. září – neděle
 Novak Djoković, první hráč tenisového žebříčku, byl v turnaji US Open diskvalifikován. 
7. září – pondělí
 V Praze zemřela česká psycholožka Jiřina Prekopová, bylo jí 90 let. 
 Ve své lovecké chatě v Horních Rakousích byl policií zatčen princ Arnošt Augustus Hannoverský. 
9. září – středa

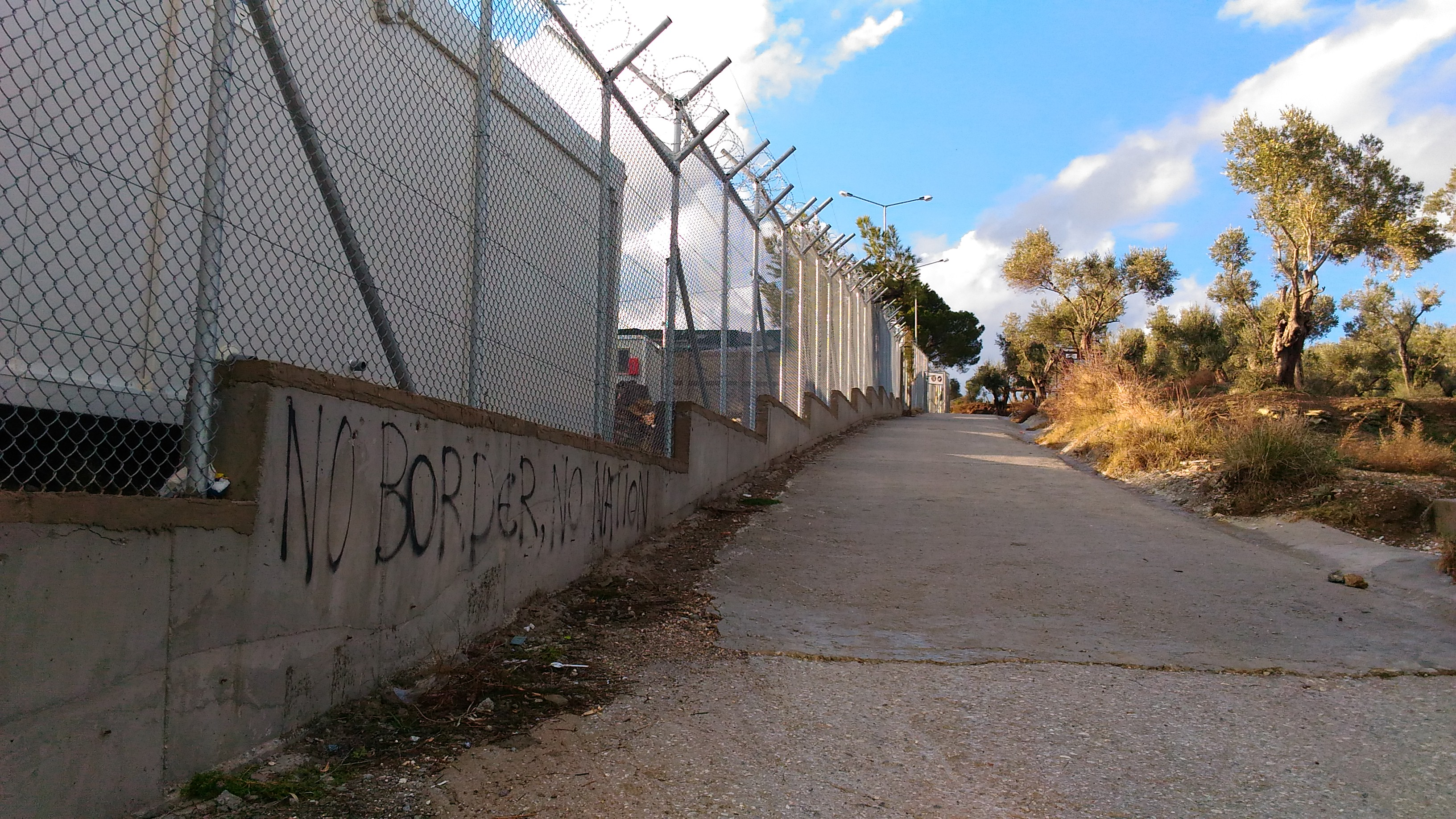
Tábor Moria na Lesbu

 AstraZeneca oznámila pozastavení klinických testů vakcíny proti covidu-19. 
10. září – čtvrtek
 Uprchlický tábor Moria (na obrázku) na řeckém ostrově Lesbos obývaný nejméně 12 000 lidmi byl zničen požárem. V táboře platila karanténní opatření kvůli probíhající pandemii covidu-19. 
11. září – pátek
 Americký prezident Donald Trump oznámil dohodu o normalizaci zahraničních vztahů Izraele a Bahrajnu. 

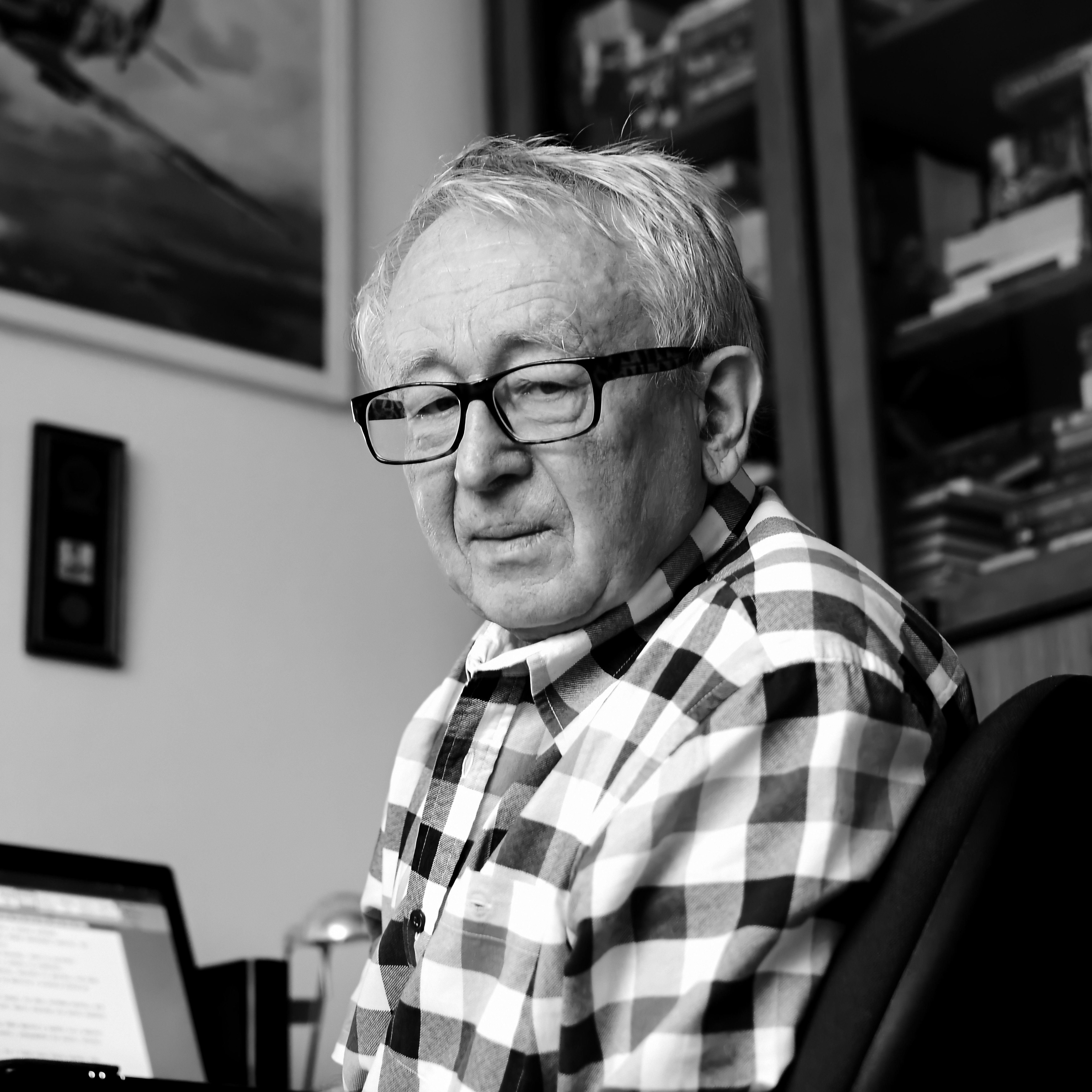
Václav Šorel

 Lesní požáry v americkém státě Oregon si vyžádaly evakuaci půl milionu osob. Při požárech na západním pobřeží zemřelo 17 lidí a stovky domů byly spáleny. 
12. září – sobota
 Ve věku 83 let zemřel český publicista, spisovatel a novinář Václav Šorel (na obrázku). 
13. září – neděle

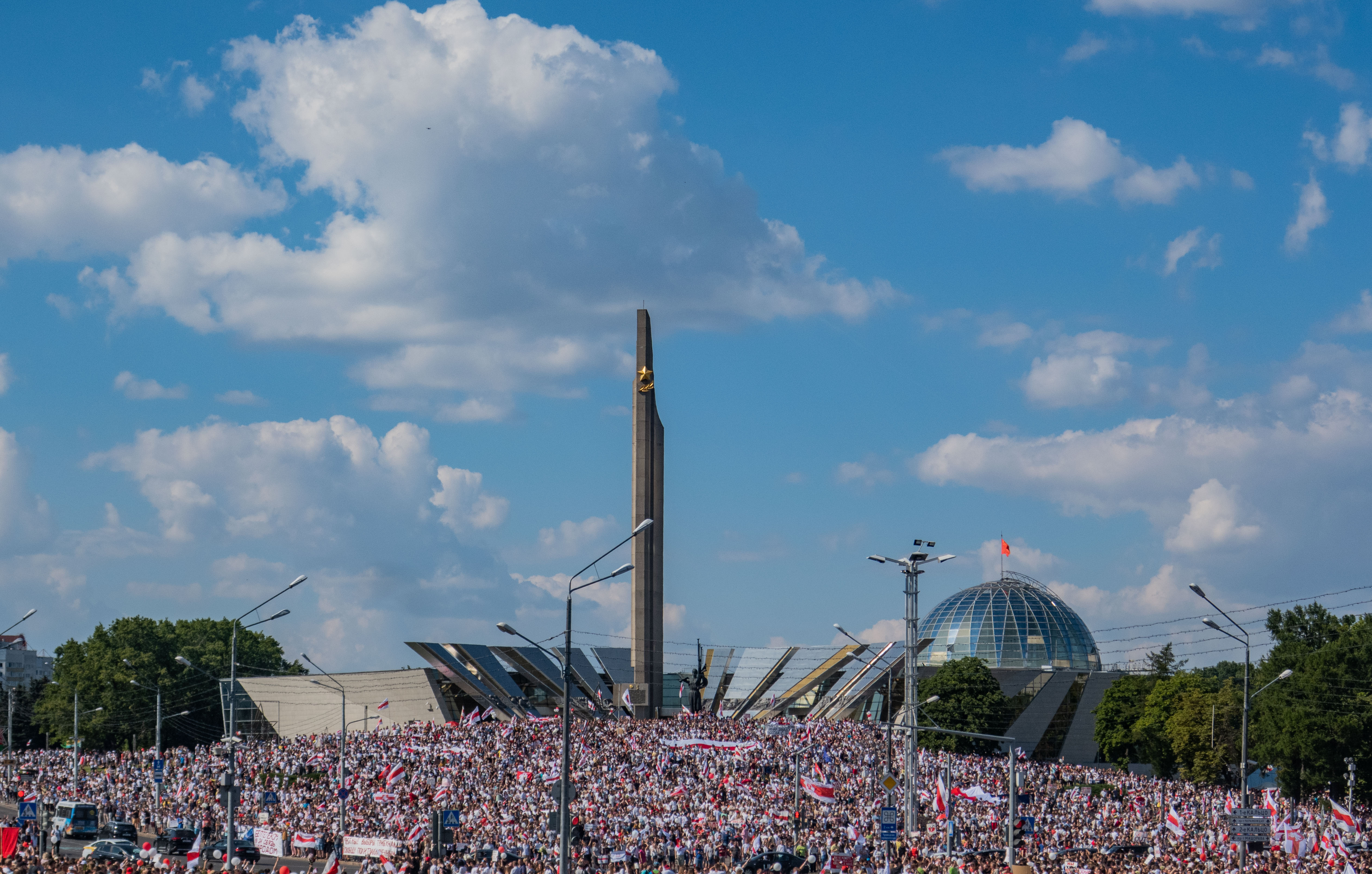
Protesty v Minsku

 V době masových protestů po běloruských prezidentských volbách (na obrázku) Rusko oznámilo, že vyšle do Běloruska jednotky své elitní výsadkářské divize na každoročně konané společné cvičení. Cvičení pod názvem Slovanské bratrství-2020 se bude konat od 14. do 25. září 2020. 
14. září – pondělí
 Terry Branstad, americký velvyslanec v Číně, rezignoval na svou funkci. 
 V Soči započaly rozhovory mezi ruským prezidentem Vladimirem Putinem a běloruským prezidentem Alexandrem Lukašenkem. 
 Novým předsedou japonské vládní Liberálnědemokratické strany a potenciálním premiérem byl zvolen Jošihide Suga. 

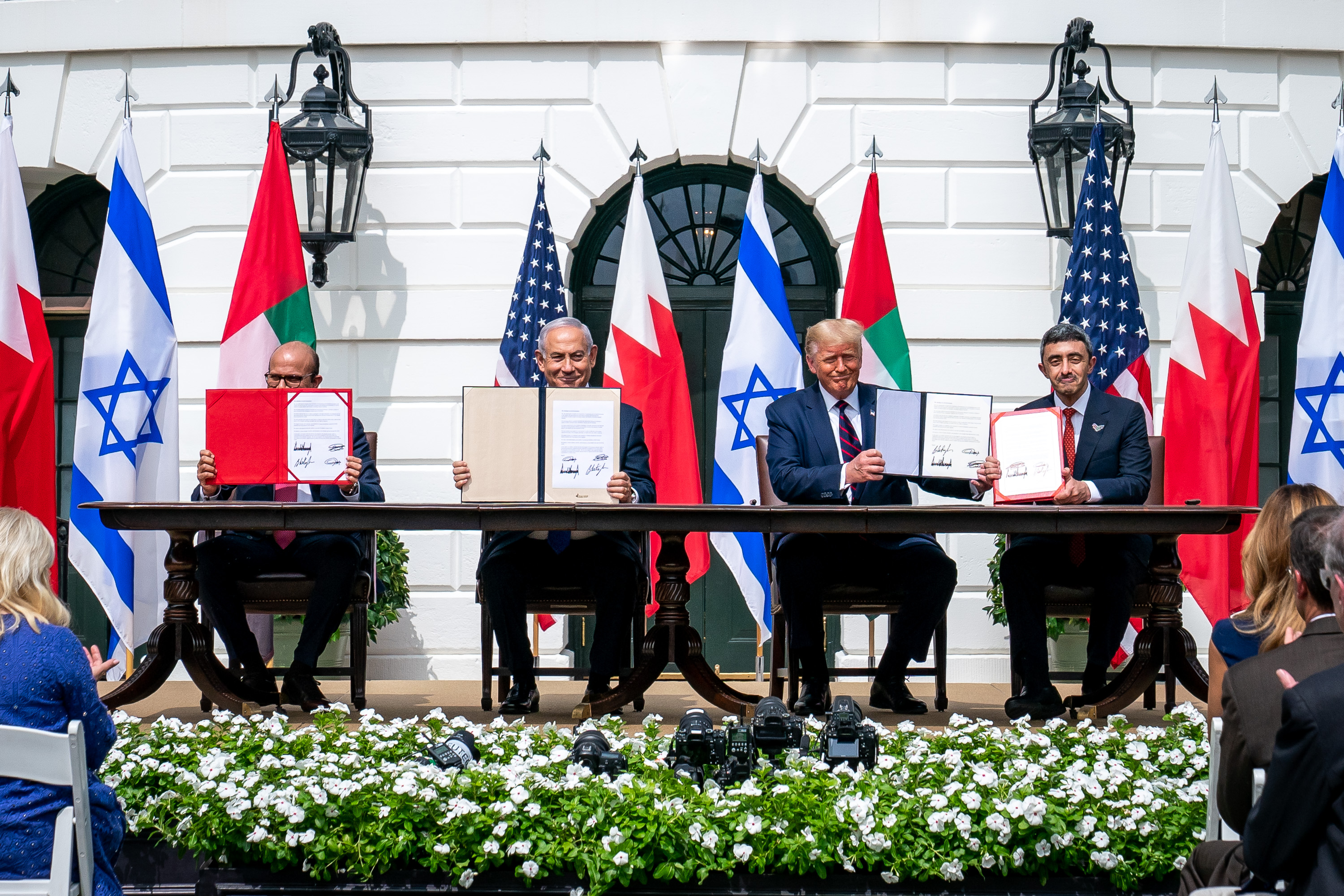
Slavnostní podpis dohody v Bílém domě

15. září – úterý
 Zástupci Spojených arabských emirátů a Bahrajnu podepsali v Bílém domě ve Washingtonu (na obrázku) dohody o navázání plnohodnotných diplomatických vztahů s Izraelem.
17. září – čtvrtek
 Vláda karibského ostrova Barbados oznámila záměr prohlásit v listopadu 2021 stát republikou. 
 Alexandr Lukašenko oznámil uzavření běloruské hranice s Polskem a s Litvou a posílení hranice s Ukrajinou. 
18. září – pátek
 Ve věku 87 let zemřela soudkyně Nejvyššího soudu USA a bojovnice za práva žen Ruth Baderová Ginsburgová. 
19. září – sobota

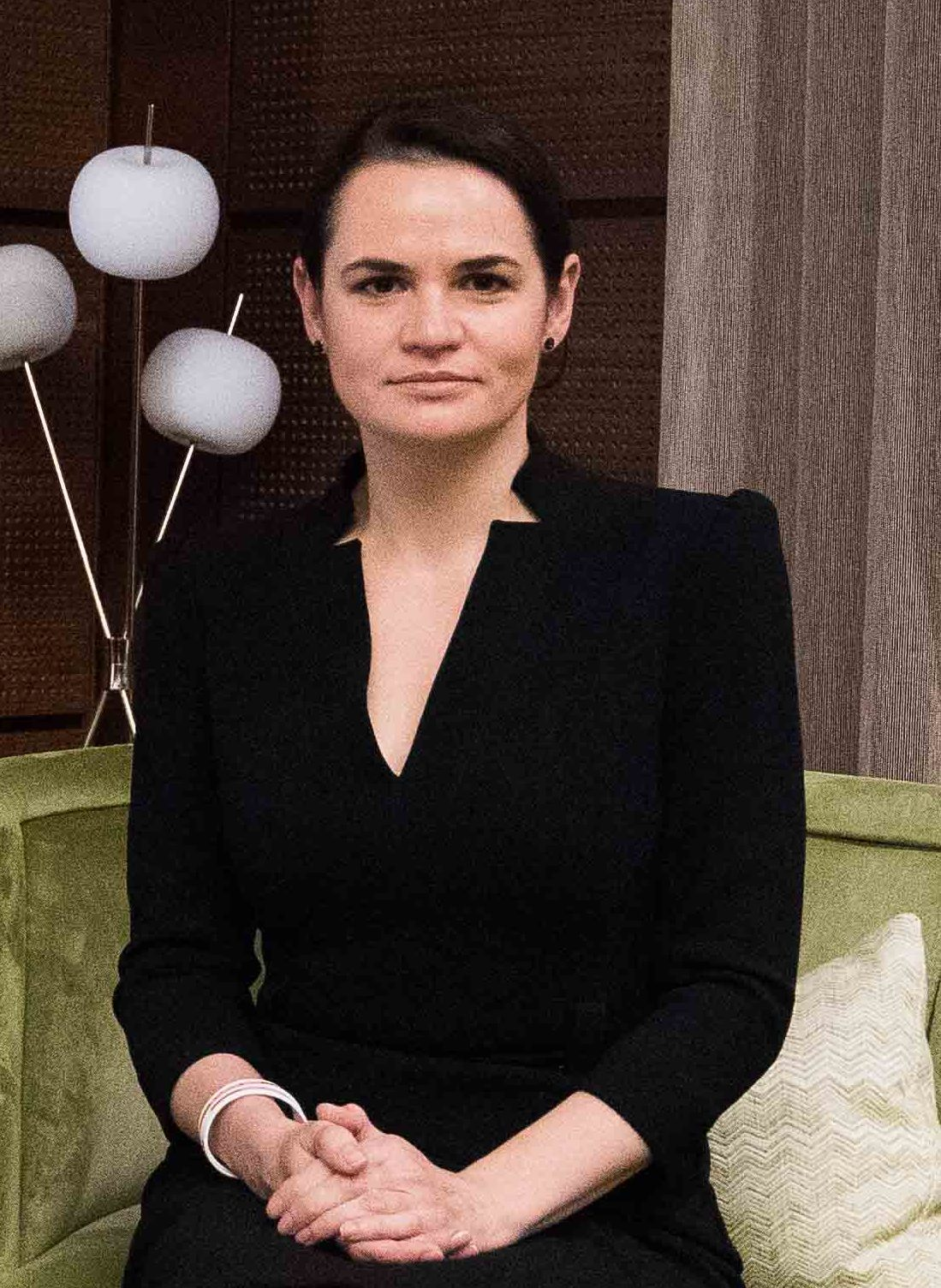
Svjatlana Cichanouská

 Medikán Janos se přesunul z oblasti Jónských ostrovů nad pevninské Řecko. Silný vítr vyvracel stromy, působil výpadky proudu a škody na dopravní infrastruktuře, hlášeny byly i 2 oběti na životech. 
 V thajské metropoli Bangkoku se uskutečnily demonstrace požadující omezení pravomocí krále Mahá Vatčirálongkóna, rezignaci premiéra Prajuta Čan-Oči a státní reformy. 
21. září – pondělí
 Ministr zdravotnictví Adam Vojtěch rezignoval a prezident Zeman do této funkce jmenoval Romana Prymulu. 
 Běloruská opoziční vůdkyně Svjatlana Cichanouská (na obrázku) byla přijata ministry zahraničí zemí Evropské unie v Bruselu. Promluvila také v Evropském parlamentu. 
 Okolí Bajkalského jezera zasáhlo zemětřesení o intenzitě 5,3 Richterovy stupnice. 
23. září – středa

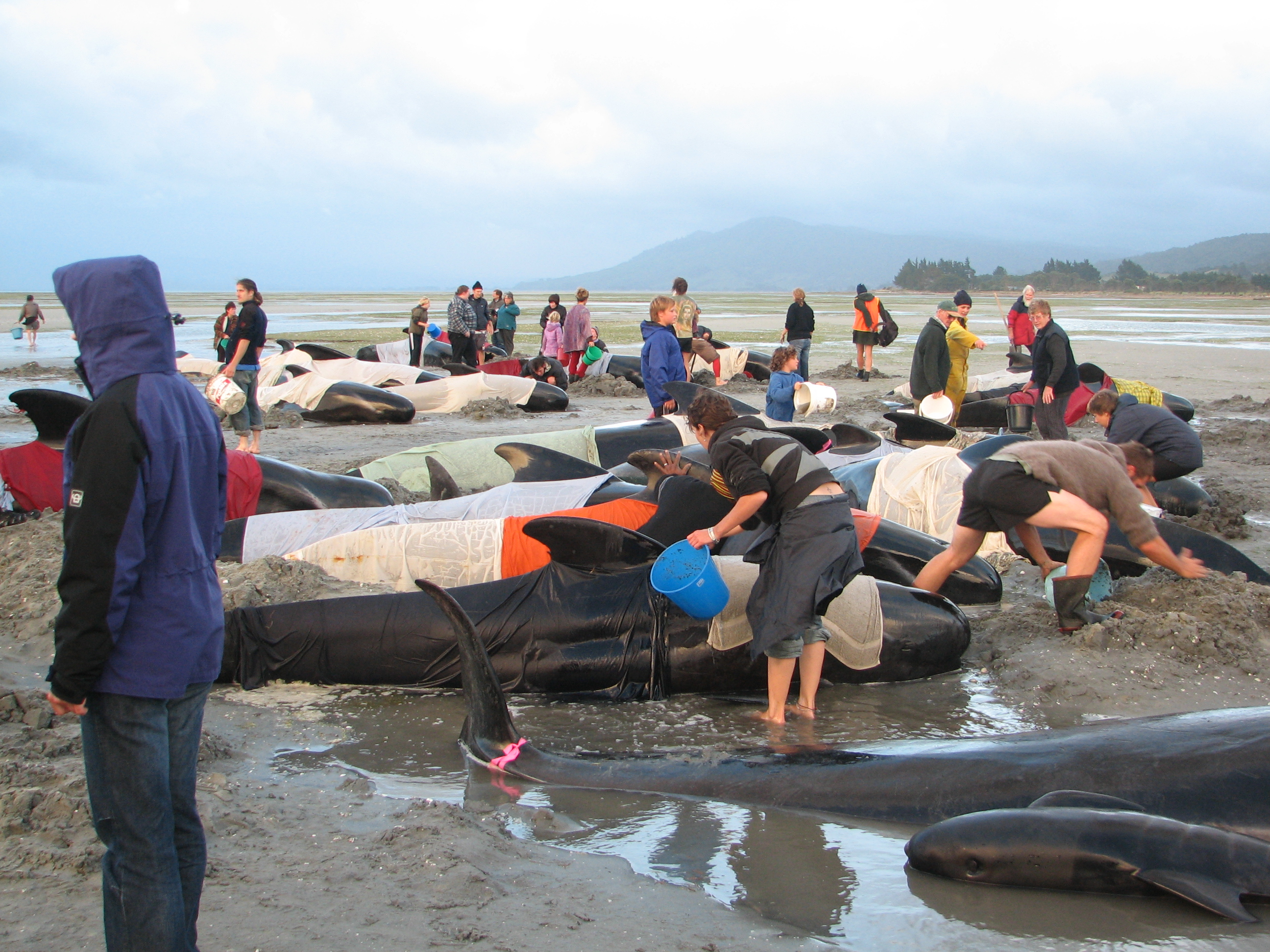
Kulohlavci na pláži

 Běloruský politik Alexandr Lukašenko složil prezidentskou přísahu a postoupil do svého 6. funkčního období. Opozice, Evropská unie a některé státy výsledky voleb ani inauguraci neuznaly. 
 Nejméně 400 kulohlavců (na obrázku) uvázlo na západním pobřeží Tasmánie. Záchranářům se podařilo zachránit 50 velryb.
24. září – čtvrtek
 Únik kyanidu způsobil masivní úhyn vodních organismů v 38kilometrové části toku řeky Bečvy. Rybáři odvezli do kafilérií přes 30 tun mrtvých ryb. 
 Mezinárodní akademie televizních umění a věd zveřejnila nominace na ceny Emmy, mezi nimiž byl i český webový seriál #martyisdead. 
25. září – pátek
 Senát PČR ocenil významné osobnosti Stříbrnou pamětní medailí, mimo jiné biskupa Václava Malého, skupinu Spirituál kvintet nebo in memoriam Jaroslava Kuberu. 
27. září – neděle
 Arménie a Ázerbájdžán vyhlásily kvůli probíhajícím střetům svých armád v Náhorním Karabachu všeobecnou mobilizaci a stanné právo. 
29. září – úterý
 Ve věku 91 let zemřel kuvajtský emír Sabah al-Ahmad as-Sabah (na obrázku). 
30. září – středa
 Pandemie covidu-19 v Česku: vláda rozhodla o vyhlášení nouzového stavu na celém území ČR od pondělí 5. října na 30 dní. 
 Pandemie covidu-19 na Slovensku: Slovenská vláda vyhlásila od 1. října nouzový stav. 
 Pro občany v izolaci či karanténě kvůli covidu-19 předčasně začaly krajské a senátní volby na 78 „drive-in“ stanovištích. 